# Malechovice
Malechovice je vesnice, část obce Libošovice v okrese Jičín. Nachází se asi 1,5 km na východ od Libošovic, rozložena při severovýchodním úpatí vrchu Hůra (388 m). Prochází tudy železniční trať Mladá Boleslav - Stará Paka. V roce 2009 zde bylo evidováno 68 adres. V roce 2001 zde trvale žilo 17 obyvatel.
Malechovice je také název katastrálního území o rozloze 1,62 km2.

## Historie
První písemná zmínka o vsi pochází ze dne 2. června 1497. Rod Zajíců z Hazmburka prodal své panství Janovi ze Šelmberka.  V patnáctém století patřil mezi další vlastníky Jan z Bibrštejna a jeho manželka Anna z  Vartenberka. Ta po manželově smrti postoupila panství bratrovi svého muže Kryštofu z Bibrštejna. Panství  roku 1551 přešlo do vlastnictví rodu Lobkoviců. V roce 1632 jej koupil Albrecht z Valdštejna. Po jeho smrti se majetek vrátil rodu Lobkoviců.
Po celé období raného novověku vesnice nevystupovala jako celek. Je zachycena v tereziánském katastru nebo ve vojenském mapování. V zemských deskách jsou zaznamenány trhy například i jednotlivého sedláka. V roce 1575 se již hovoří o vsi Malechovice. Jako celek byla koupena Albrechtem z Valdštejna a připojena k frýdlantskému vévodství. V říjnu roku 1637 koupil kostelecké panství, ke kterému náležela také ves Malechovice, hrabě Heřman Černín z Chudenic. Pouze dvě chalupy patřily roveňskému statku.
Z období po třicetileté válce se zachoval zápis berní ruly, který dokládá, že ve vsi hospodařili tři sedláci a jeden menší hospodář. V katastru je doložen také zpustlý „Hosovský“ statek. Tereziánský katastr z roku 1757 uvádí deset hospodařících usedlostí. Ve vsi převládalo domácí předení a dobytkářství.

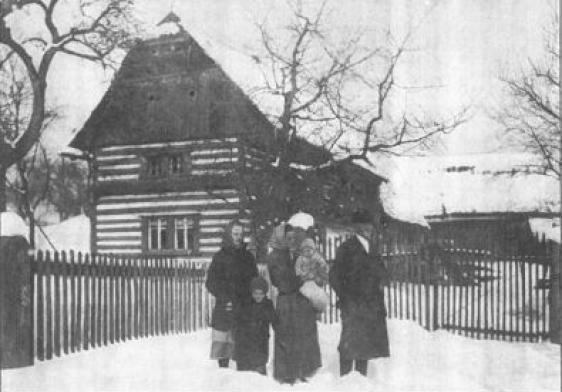
Venkovský dům čp.4

Při druhém vojenském mapování udávají mapové listy k roku 1850 sedmnáct domkářů. V této době patřila ves k obci Libošovice. V roce 1869 zde stálo již dvacet domů. Ve vsi žilo několik živnostníků (kolář, tkadlec, krejčí, košíkář, švec, hostinský, kameník, tesař, uzenář a brusič drahokamů). Koncem století zde působilo několik zedníků, také hajní (myslivci nebo revírníci).

### Dvacáté století
První vlak projel vesnicí 28. září 1906 a železniční zastávka sloužila i pro sousední Roveň. V roce 1900 žilo v obci 132 obyvatel, mezi lety 1910 až 1921 byl počet obyvatel 118 a v roce 1930 se snížil na 103. Dne 5. ledna 1925 vznikla samostatná obec. Volby do zastupitelstva obce se konaly již 22. března 1925 a prvním starostou byl zvolen Václav Tůma. V období první republiky obec přispívala na sociální a „zdravotní“ organizace. V roce 1932 byla vybudována obecní knihovna. Během druhé světové války se řešila elektrifikace obce. Byly zavedeny poplatky ze psů, z nápojů, ze hry v karty atd., které měly přinést peníze do obecní kasy. V květnu 1945 přešla přes Malechovice Rudá armáda a 26. května 1945 Národní výbor v obci převzal povinnosti Obecního úřadu.
Jednotné zemědělské družstvo (JZD) bylo založeno v Malechovicích 2. září 1952. V roce 1959 si místní občané postavili obecní váhu a vodárnu. V roce 1962 se JZD sloučilo s Libošovicemi. V roce 1964 přestaly být Malechovice samostatnou správní obcí a byly přičleněny ke střediskové obci Libošovice. Vesnice nikdy neměla vlastní obchod. Po roce 1973 se stala hospoda „Na Písku“, čp. 13 jediným místem setkávání. Jako příklad lze uvést schůze JZD, myslivců a hasičů nebo oslavy MDŽ. V osmdesátých letech se před hospodou hrálo i divadlo.  

## Občanské sdružení Malechovice
Vesnička Malechovice leží mezi Mladějovem a Sobotkou v oblasti Českého ráje. I přes nízký počet trvale zde žijících obyvatel, bylo založeno v roce 2008 Občanské sdružení Malechovice, které udržuje společenský a kulturní život a snaží se o zachování a rozvoj přírodního i historického rázu vesnice i regionu.

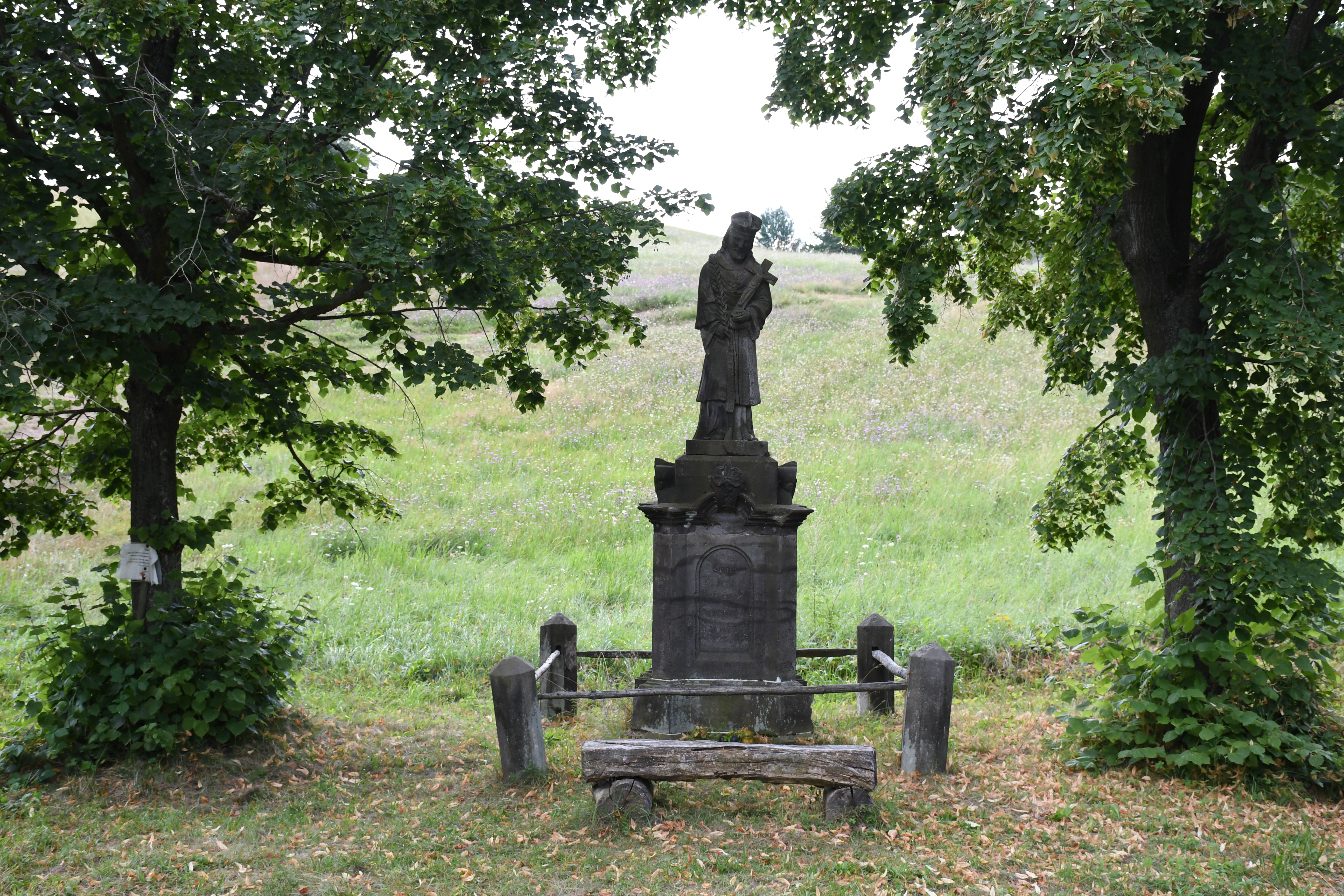
Socha sv. Jana Nepomuckého u Malechovic

## Památky
- Zvon sv. Václav byl pověšen na lípu v červnu 1932. Byl vyroben v Lomnici nad Popelkou ve firmě Josefa Šidlikovského. V únoru 1942 byl odevzdán v rámci válečné rekvizice. Novým zvonkem od stejného výrobce byl nahrazen dne 20. června 1948 a zaplacen z veřejné sbírky i obecní pokladny.
- Dřevěná sloupková zvonička, stojící na Novákově kopci u domu čp. 6, byla postavena roku 1982 po bouři, která poškodila lípu, kde byl dříve zvonek zavěšen.
- Pískovcová socha sv. Jana Nepomuckého z roku 1889 stojí na rozcestí u potoka. Snad byla zhotovena soboteckým kameníkem Havlíkem.[8]

## Jednadvacáté století
Pozemky v okolí Malechovic nebyly v období kolektivizace rozorány. Louky se udržují pastevním hospodářstvím. Do katastrálního území vesnice zasahuje přírodní rezervace Podtrosecká údolí. Turistická naučná stezka procházející údolím končí na Malechovické železniční zastávce. Lidé sem jezdí za krásnou přírodou a památkami v okolí. Přibyli i noví chalupáři.

## Osobnosti
Ve vsi se narodil filolog a pedagog Jan Bohumil Novák (8. srpna 1834 – 19. dubna 1891, Praha). Po studiích na filozofické fakultě v Praze, působil jako vychovatel dětí Schwarzenbergů na zámku Orlík. Další místní rodák vystudovaný přírodovědec a pedagog Josef Novák (10. června 1846 – 16. září 1917) působil například jako vychovatel u Clam-Martiniců a vydal odborné publikace Lišeníky okolí německobrodského nebo Klíč k určování rostlin krytosemenných... . Mezi  místní rodáky patří i František Čuban, narozený 5. ledna 1923, který se stal uznávaným odborníkem a celostátním poradcem na chov dlouhosrstých jezevčíků.
Na počátku dvacátého století sem dojížděl na rodovou chalupu Jan Bedřich Novák, který byl synem Jana Bohumila Nováka. Ve dvacátém století zde také často pobýval univerzitní profesor, estetik Mirko Novák, vnuk již zmíněného Jana Bohumila, s manželkou, překladatelkou a vysokoškolskou učitelkou Eliškou Novákovou (20. březen 1911, Pula – 5. října 2013, Praha) a lze jmenovat další, například grafika Václava Ševčíka.

## Zajímavosti
- Malechovice si vybrali filmaři pro některé scény z filmů Kohout plaší smrt, Viola nebo televizního seriálu O ztracené lásce.
- Mezi lety 1984 až 1989 projížděl obcí Závod míru.[11]
- V roce 2006 obec uspořádala I. Sjezd rodáků a přátel Malechovic a současně se oslavilo sté výročí zavedení železniční tratě.